# 台中丸
台中丸（たいちゅうまる、旧字体：臺中丸）は、1897年に進水した大阪商船所属の貨客船である。日露戦争中に日本海軍により仮装巡洋艦として徴用され、特務艦隊の旗艦を務めた。日露戦争終結後は商業航路へ戻ったが、大東亜戦争中の1944年4月に奄美大島沖でアメリカ海軍潜水艦の攻撃により沈没し、160人以上の民間人が死亡した（台中丸遭難事件）。「対馬丸」などと並んで沖縄戦関連の遭難船舶として扱われることがある。

## 建造
本船は同型船2隻とともに大阪商船の台湾航路向け貨客船として計画され、1897年（明治30年）にイギリスのサンダーランドにあるジェームス・レイン造船所へ発注された。同年6月1日に進水して「台中丸」と命名、竣工後に日本へ回航された。なお、同型船2隻も「台北丸」および「台南丸」と命名されて竣工したが、「台北丸」は日本への回航途上にリスボン付近で沈没してしまった。
総トン数は3300トン余り。三連成レシプロ機関1基・スクリュー1軸により、航海速力13ノットを発揮でき、当時の日本商船としては最優秀の高速船であった。

## 運用

### 台湾命令航路
日本へ到着した「台中丸」は、台湾総督府による命令航路の神戸港＝門司港＝長崎港＝基隆港線へ就航した。同航路へは姉妹船「台南丸」および「台北丸」の代船「福岡丸」も就航し、月に3便の定期運行がされた。日本陸軍の海上輸送拠点であった宇品にも必要に応じて寄港する定めとなっており、「台中丸」も1898年（明治31年）3月10日に神戸港を出港後、宇品に立ち寄って陸軍部隊を収容した記録がある。

### 日露戦争
1904年（明治37年）初頭に日露戦争が差し迫ると、「台中丸」は1月11日に仮装巡洋艦と定められ（明治37年1月11日内令20号）、翌日に日本海軍との傭船契約が結ばれて呉軍港へ回航された。1月13-22日に改装工事が施され、安式12拇速射砲を船首と船尾に1門ずつ、重47mm速射砲を船橋楼前後両舷に1門ずつなど兵器や通信設備を装備した。船室が広く居住性は良好だった。なお、姉妹船「台南丸」も同年1月7日付けで同様に徴用されている。
1904年2月6日、日本の連合艦隊は対露開戦に備えて佐世保軍港を続々と出撃し、「台中丸」もこれに従った。翌2月7日、日本艦隊は朝鮮半島沿岸を作戦行動中、沖合9海里の地点でロシア商船「ロシア」と遭遇した。仁川沖海戦（2月8日）における日露の戦闘勃発前であったが、日本側は通報艦「龍田」により「ロシア」を拿捕した。「台中丸」は「龍田」から「ロシア」を引取り、佐世保まで曳航した。
開戦後、「台中丸」は戦時艦隊集合地港務部の乗艦として使用されることになった。旅順攻囲戦の間、朝鮮半島の八口浦や山東半島沖の裏長山列島錨地に停泊し、艦船や海軍陸戦隊への補給や郵便物の受渡しなどの通信業務、根拠地の整備作業の母艦などとして活動した。
旅順陥落後、「台中丸」は前進根拠地における港務部の任務を大連防備隊へ引き継いで佐世保へ帰還した。1905年（明治38年）1月22日-3月7日に佐世保海軍工廠において追加改装工事が施され、通信設備や砲座の補強、病室や郵便室の新設などが行われた。
整備の終わった「台中丸」は、新設の特務艦隊の旗艦および艦隊附属港務部（戦時艦隊集合地港務部の後身）の乗艦として使用されることになり、1905年3月10日には日本艦隊の新たな根拠地が置かれた鎮海湾に進出し、補給業務や附属仮装砲艦11隻の母艦任務などに従事した。13日には海底ケーブルも用いて松真（巨済島）との電信を開通させ、大本営などへの通信を担当するため鎮海湾に固定されることになった。5月27-28日の日本海海戦時には各地の海軍望楼と前線艦船の通信を中継して大本営に戦況情報を次々と送っている。7月29日まで鎮海湾にとどまり、その後、対馬の尾崎湾で9月16日まで港務部としての任務を続けた後、佐世保へ帰還した。11月4日の特務艦隊廃止と同時に呉軍港で現状復旧工事に着手し、同月27日に海軍将兵の退艦が完了した。

### 商用航路復帰
1905年12月に徴用解除となった「台中丸」は、同月25日に台湾航路へ復帰した。就航航路は当初の台湾航路から、大連港行き命令航路、神戸港＝清津港・雄基港間の朝鮮北部航路、大阪港＝那覇港間の沖縄航路などへ適宜移籍している。
商船として運行を続ける一方、シベリア出兵の際には1918年8月に日本陸軍により徴用されて、1919年（大正8年）10月に「湖南丸」と交代するまで部隊や避難民の輸送に従事した。1928年（昭和3年）の山東出兵の際にも陸軍に徴用されている。
1936年（昭和11年）、第三次船舶改善助成施設を適用して建造される「盤谷丸」（5,351トン）の見合い解体船として、姉妹船の「台南丸」と共に指定されたが、国際情勢悪化により船腹不足が懸念されたため、両船とも解体が取り消された。
1941年（昭和16年）12月に太平洋戦争が勃発しても、「台中丸」はすぐに徴用を受けることはなく商業航海を続けていた。1943年（昭和18年）3月に日本陸軍により徴用されて沖縄・台湾方面での輸送任務に従事するが、1944年4月に徴用解除となった。そして、鹿児島港＝那覇港間の商業航路に就航することになったが、後述のように同年4月12日にアメリカ潜水艦の攻撃を受けて沈没した。

## 台中丸遭難事件
商業航路に復帰した「台中丸」は、鹿児島から那覇へ向かうため、護送船団の鹿004船団に加入した。鹿004船団は鹿児島から那覇へ向かう船団で、加入輸送船は「台中丸」のほかに「名瀬丸」「神洋丸」「廈門丸」「第十二南進丸」の総計5隻。護衛は第四海上護衛隊の敷設艇「燕」が全区間で随伴している。
1944年4月10日、鹿004船団は鹿児島を出港した。船団は護衛の「燕」を先頭に単縦陣を形成し、「台中丸」の後に「廈門丸」と「第十二南進丸」が続航していた。
4月12日午前2時5分頃、奄美大島西方北緯28度08分 東経128度57分 / 北緯28.133度 東経128.950度の地点に差し掛かったところで、「台中丸」は左舷から魚雷攻撃を受けた。これは、アメリカ潜水艦「ハリバット」による襲撃であった。春霞の中で魚雷の接近に気づいた「台中丸」は回避運動を試みたが、2等船室と2番船倉の間付近に魚雷が命中し、爆発で船体が切断された。乗船者らが退去中に2発目の魚雷が命中し、「台中丸」は最初の被雷から約3分の短時間で沈没した。日本海軍は、直衛の「燕」に加えて第49号駆潜艇・第87号駆潜特務艇・敷設艇「新井埼」・護衛用漁船7隻と航空機を急派して同日午後2時まで対潜掃討を実施し、爆雷攻撃により多量の気泡が湧出したため敵潜水艦1隻撃沈確実と判定したが、実際には「ハリバット」は健在であった。
遭難時の「台中丸」には定員を大きく超える250人の乗客が乗っており、親子連れも含まれていた。夜間に短時間で沈没という悪条件のため、乗客154人と乗員10人という多数が死亡した。犠牲者数を約180人とする文献もある。
「台中丸」の遭難は、「対馬丸」や「宮古丸」、「湖南丸」などと並んで沖縄戦関連の戦没船事例として取り上げられることがある。1987年（昭和62年）に那覇市若狭の旭が丘公園に「海鳴りの像」と題する慰霊碑が建立され、2007年（平成19年）には犠牲者名を記した刻銘板が設置されている。また、2001年（平成13年）には、日本政府主催で「対馬丸」遺族などと合同の洋上慰霊祭が客船「ふじ丸」を使って行われた。本船での民間人死者について「対馬丸」や地上戦協力死者と同様の日本政府による経済的補償を求める者もある。日本政府は、地上戦協力死者のような国との雇用関係に準じた関係や、「対馬丸」のような沖縄戦目前の国家政策による学童疎開という特別の事情は認められないとして、年金給付等の対象にはしていない。